# 1888 no jornalismo
Nesta página encontrará referências aos acontecimentos directamente relacionados com o jornalismo ocorridos durante o ano de 1888.

## Eventos
- 27 de maio — Fim da publicação em Coimbra, Portugal, do jornal semanal "A Voz do Artista", que fora publicado pela primeira vez em 2 de agosto de 1884[1].
- Fundação do jornal diário português "Jornal de Notícias".

## Nascimentos
| Data           | Nome           | Profissão                                                                                          | Nacionalidade  | Observações | Ref |
| -------------- | -------------- | -------------------------------------------------------------------------------------------------- | -------------- | ----------- | --- |
| 18 de novembro | Frances Marion | roteirista, autora e jornalista                                                                    | Estados Unidos | m. 1973     |     |
| ??             | Jokūbas Šernas | advogado, jornalista, professor, banqueiro e signatário da Declaração de Independência da Lituânia | Império Russo  | m. 1926     |     |

## Mortes
| Data          | Nome          | Profissão                                    | Nacionalidade | Observações | Ref |
| ------------- | ------------- | -------------------------------------------- | ------------- | ----------- | --- |
| 29 de outubro | Joaquim Serra | jornalista, professor, político e teatrólogo | Brasil        | n. 1838     |     |